# Після апокаліпсису (фільм Крістофа Шреве, 2004)
«Після апокаліпсису» (англ. Post Impact) — американо-німецький постапокаліптичний фільм 2004 року режисера Крістофа Шреве з Діном Кейном та Беттіною Ціммерманн в головних ролях.

## Сюжет
18 жовтня 2012 р. На прийомі в американському посольстві в Берліні німецький науковець Грегор Старндорф розповідає про відкриту ним комету, названу Bay-Leder 7 (Бей-Ледер 7). Ця комета прямує до Землі. Вона може спричинити масове вимирання організмів на планеті і це станеться за лічені дні. Вчений працює на американську армію над створенням бойового супутника SolStar-2 (СолСтар-2, букв. «Сонячна зоря»), який застосовують проти комети із помірним успіхом: хоча мікрохвильовий промінь із супутника розітнув Bay-Leder на 2 частини, менша частина упала в Західній Росії. Голова служби безпеки капітан Том Паркер збирається евакуювати свою дружину та дочку літакок. Однак його начальник, полковник Вотерз, змушує Паркера залишити родину в Берліні — і вони безпомічно спостерігають, як літак злетів. У новинах повідомляють про наслідки згаданого зіткнення з кометою.
Через 3 роки становище лишається скрутним. Через пил, який злетів у атмосферу внаслідок удару, усю людність Європи евакуйовано до Африки. Там засновано нову політичну систему — Нові Сполучені Північні Штати (НСПШ). Ціни на нафту зросли до небес, що уможливило контроль над світовою економікою з боку Близького Сходу. Спеціалісти з НСПШ з'ясовують, що SolStar-2 усе ще активний. Проте управляти супутником можна лише з командного центру, який знаходиться під Рейхстагом у Берліні і є усередині «зони смерті», ненаселеній через холоднечу території. На розвідку злетів літак, проте він раптово вибухає. Усе вказує на те, що його атакував SolStar-2. Президент НСПШ Міранда Гарисон наймає Паркера очолити експедицію, до якої входить також колишній співробітник британської SAS (Спеціальної Повітряної Служби) Сара Генлі та Анна Старндфорд, дочка Грегора Стандфорда. Мета експедиції — з'ясувати, хто управляє бойовим супутником та знищити цих людей. І хоча Паркер знає, що місією керує полковник Вотерз, він просить дозволу приєднатися, сподіваючись, що його родина якимось чином вижила.
Під час польоту SolStar-2 засікає їх і знищує літак. Команда спромоглася вистрибнути з парашутами (команда умістилася у два панцерники (БТР), і для того, щоб заплутати оператора SolStar-2, Вотерз наказує залишити транспортний ангар літака в останній момент, коли літак розпадається на частини. Під час подорожі команда має перетнути Кельн та використати занесений снігом Кельнський собор як орієнтир, коли вони шукають у заметах мости через Рейн. Колись величне місто утопає у снігових заметах. Команда втрачає кількох людей під час атаки невідомих і один панцерник у крижаному гейзері. Паркер рятує Вотерза і Анну з панцерника, що потрапив у пастку. Нарешті вони прибувають до Берліна — міста, похованого під кількома метрами снігу.
Несподівано на них знову нападають невідомі. Паркер і Сара проводили розвідку на снігоході, вони здалеку спостерігають, як останній панцерник (БТР)нападники підривають ракетою. Проте Вотерз із рештою команди живий і відстрілюється від нападників. Через лаз у снігу команда потрапляє у тунелі метро, де переховується уцілілі від удару комети 600 людей. Уцілілі повідомляють, що їх у цих тунелях підтримують «Дистриб'ютори» («Постачальники») — озброєна охорона Космічного інституту, у якому працював батько Анни. Команда знаходить сліпого чоловіка, котрого називають «Доктор». Ним виявляється Грегор Старнфорда. Він ховається під Рейхстагом та постачає людей їжею. Помешкання доктора Грегора Старнфорда — це квітуча теплиця. Доктор пояснює, що він і головний інженер Клаус Хінце були розробниками SolStar-2. За їх задумом цей супутник мав бути новим джерелом енергії, покликаним зменшити залежність від нафти. Але оскільки проект фінансувався військовими, супутник став зброєю. Доктор загадав Хінце реактивувати супутник, оскільки винайшов метод покращити ефект його дії і у такий спосіб зупинити вічну зиму в Європі. Він стривожився, коли почув, що Хінце використовує супутник як зброю. Раптом повертаються невідомі нападники, нападають на команду, і доктора убиває випадкова куля. Команда з'ясовує, що невідомі нападники і є охороною Космічного інституту.
Рештки команди з боєм пробираються до інституту, де знаходять божевільного Хінце. Той заряджає супутник з наміром знищити місто Танжер, столицю НСПШ — він хоче помститися за те, що його забули евакуювати та залишили умирати в Берліні. Сара убиває Хінце. Полковник Вотерз вибачається перед Паркером за свій вчинок три роки тому і дозволяє Паркерові вирушити на пошуки своєї родини. Після того, як Паркер пішов, Сара несподівано вбиває полковника Вотерза та наказує Анні націлити SolStar-2 на Близький Схід. Це їй не вдається. Повертається Паркер, Сара стріляє в нього, проте він нападає на Сару. У сутичці він зазнає поразки — проте Анна вбиває Сару. Далі Анна націлює супутник на Європу та запускає програму свого батька, скеровуючи SolStar-2 застосувати свій останній енергетичний резерв, щоб випустити потужний широкопроменевий мікрохвильовий потік, який нагріває атмосферу.
Паркер та Анна продовжують пошуки родини Паркера та знаходять його дім. Усередині вони знаходять замерзлі рештки родини Паркера та передсмертне послання його дружини. Коли Паркер і Анна виходять назовні, вони спостерігають, як товста хмара пилу над Німеччиною розвіюється, і тепле сонце з'являється знову.

## Ролі
- Дін Кейн — капітан Том Паркер
- Джоана Тейлор — Сара Генлі
- Беттіна Ціммерманн — Анна Старнфорд
- Найджел Беннетт — полковник Престон Вотерз
- Джон Кеог — Клаус Хінце
- Шаєн Рашинг — Сандра Паркер
- Ганс Цихлер — доктор Грегор Старндорф
- Далсі Смарт — президент Міранда Гарісон
- Адріен МакКуїн — Шейла Азил
- Майк Кар — капітан Майклз

## Критика
Рейтинг фільму на сайті IMD — 3,0/10.

## Цікаві факти
- У фільмі є момент, коли чоловіки говорять по радіо, що температура -72 С або близько до того. Але коли персонаж Діна Кейна виходить назовні, він не носить відповідний одяг. У реальності він отримав би миттєве обмороження.[2]